# Birganj (upazila)
Birganj (en bengali : বীরগঞ্জ) est une upazila du Bangladesh dans le district de Dinajpur. En 1991, on y dénombrait 231 305 habitants.